# Skjul
|  | Wiktionary har en ordboksartikel om skjul. |

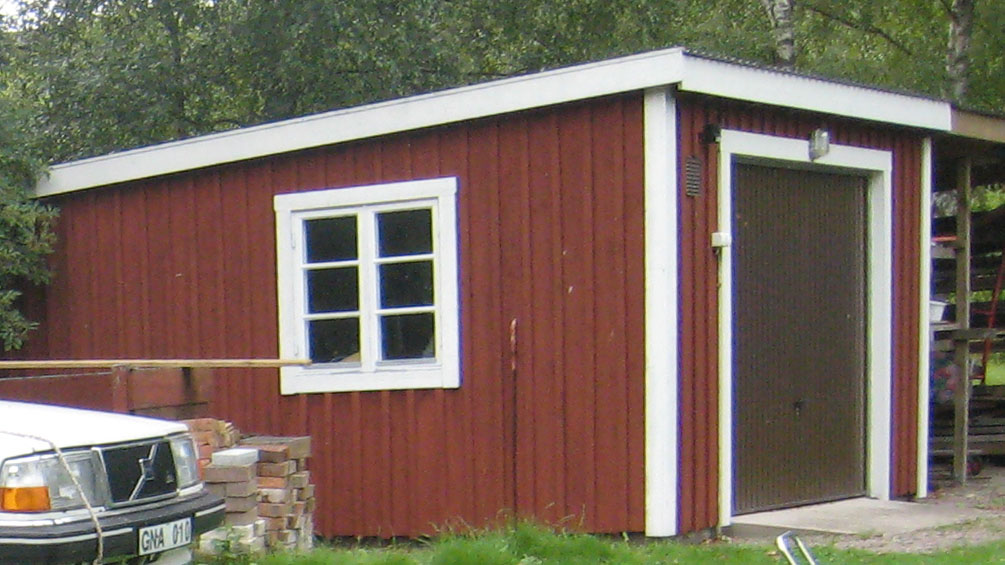
Luta (fristående) i Skåne

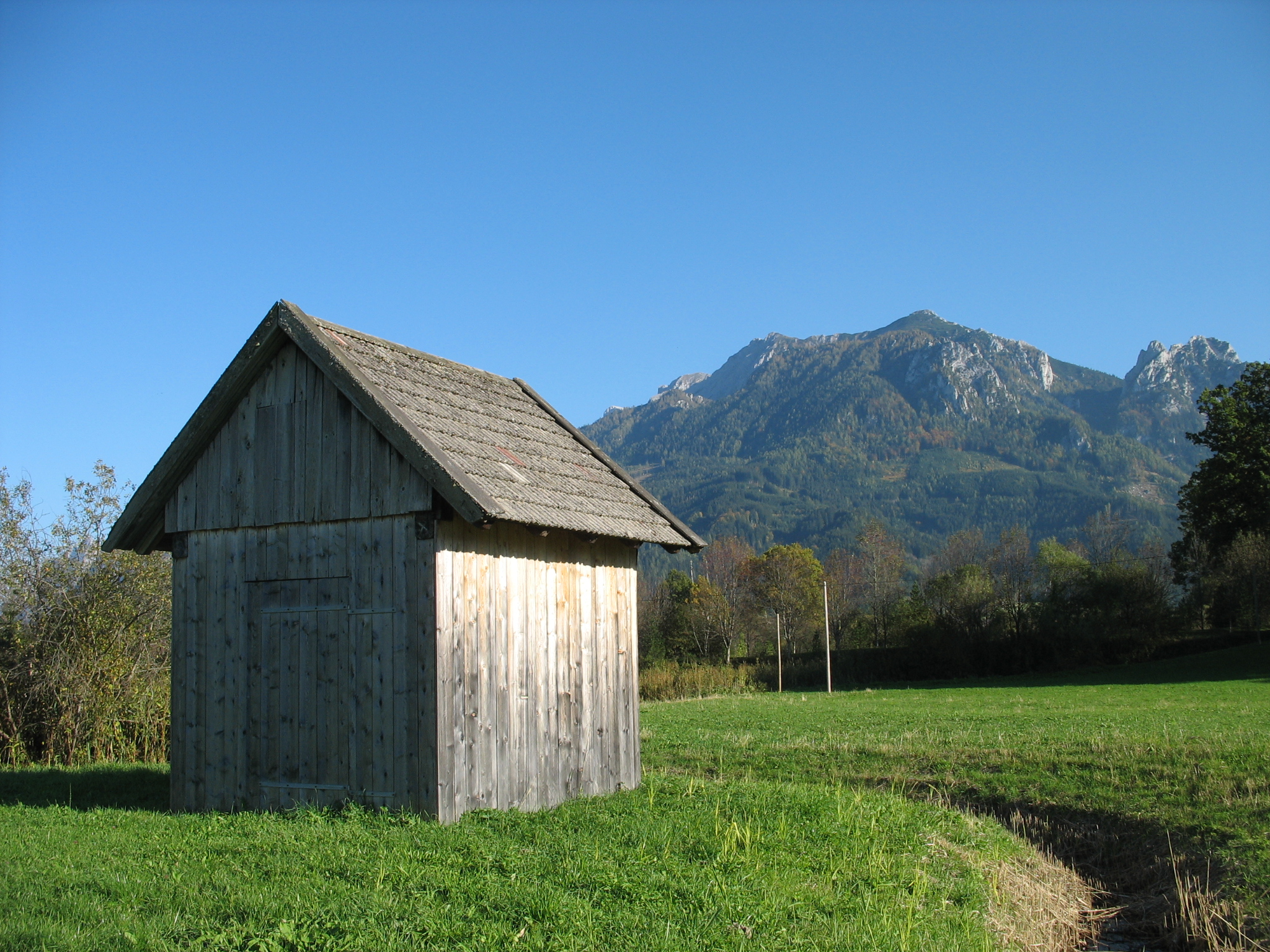
Ett skjul på landsbygden

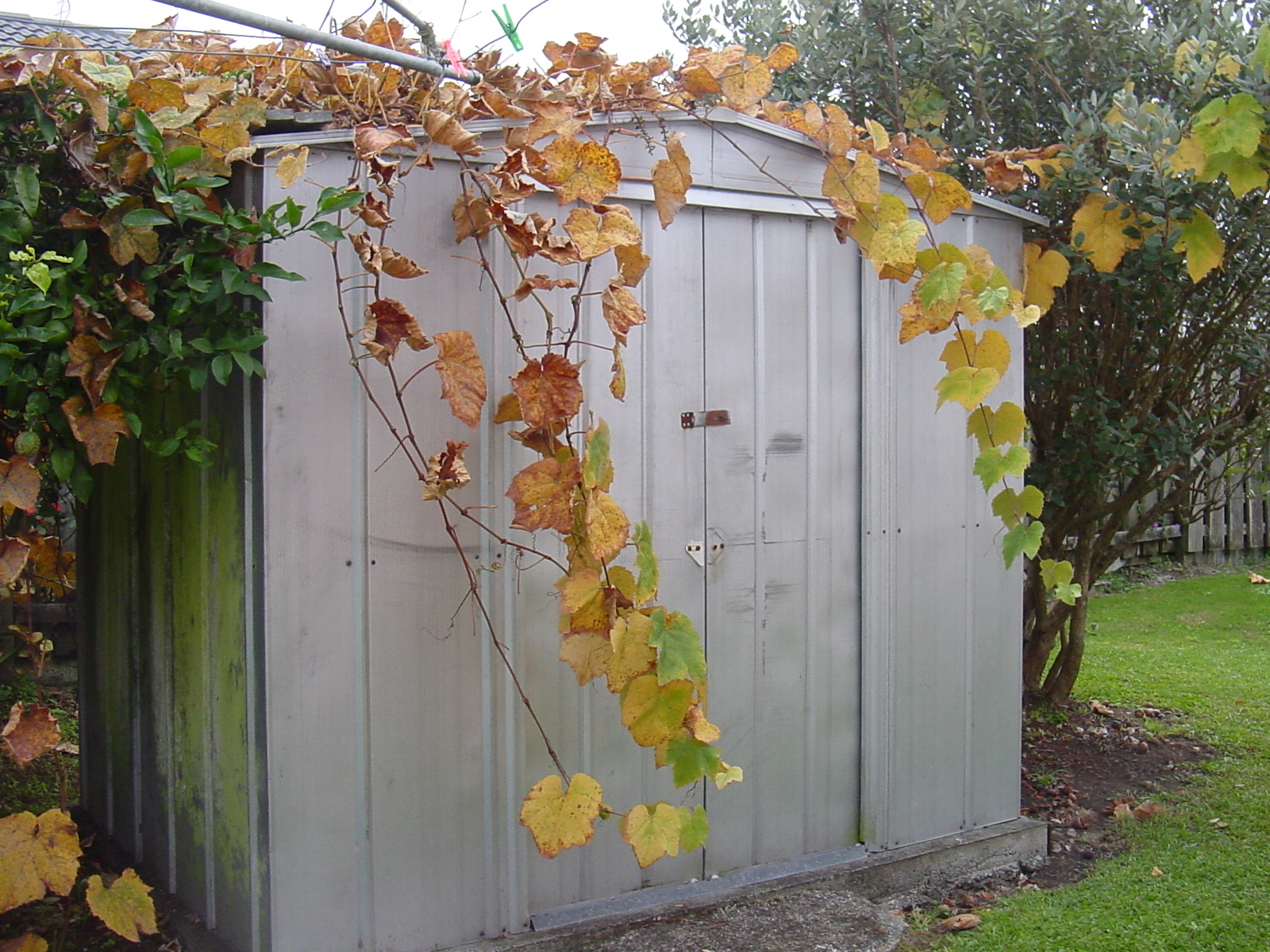
Ett trädgårdsskjul av metall

Ett skjul är en mindre och enklare byggnad som ofta används för förvaring av exempelvis trädgårdsredskap.
Ordet "skjul" är belagt i svenskan sedan 1400-talets första hälft. Jämför skyla.
Luta är ett skjul med halvtak eller pulpettak.